# Frost (Texas)
Frost ist eine Kleinstadt mit dem Status City im Navarro County im Bundesstaat Texas in den Vereinigten Staaten. Das U.S. Census Bureau hat bei der Volkszählung 2020 eine Einwohnerzahl von 620 ermittelt.

## Lage
Frost liegt im Westen des Navarro County, unmittelbar an den Grenzen zum Hill County im Westen und zum Ellis County im Norden, genau auf halber Strecke zwischen Hillsboro und Corsicana und 35 Kilometer südlich von Waxahachie. Der Texas State Highway 22 durchquert die Stadt in Ost-West-Richtung und die Farm-to-Market-Road 667 in Nord-Süd-Richtung. Benachbart gelegene Städte und Dörfer sind Avalon im Nordosten, Blooming Grove im Osten, Brushie Prairie und Emmett im Süden, Irene im Südwesten, Mertens im Westen und Italy im Nordwesten.

## Geschichte
Die Stadt Forst geht auf eine Siedlung zurück, die 1881 gegründet wurde, nachdem der Bau einer Bahnstrecke der St. Louis Southwestern Railway das heutige Stadtgebiet erreichte. Benannt wurde der Ort nach Samuel L. Frost, einem ortsansässigen Politiker, der als Anwalt für die Eisenbahngesellschaft tätig war. Frost war als Kind in den 1840er-Jahren in das Navarro County gekommen und siedelte mit seinen Eltern im heutigen Dresden. An der Stelle der heutigen Stadt befand sich vor 1887 eine Siedlung mit dem Namen Cross Roads. Am 17. März 1887 wurde in Frost ein Postamt eingerichtet. Ebenfalls 1887 erfolgte der Bau der methodistischen Kirche. Im folgenden Jahr wurde in der Stadt eine Schule gegründet. 1890 erhielt Frost ein Wasserwerk, sodass die Bewohner ihr Trinkwasser aus dem südlich gelegenen Silver Lake beziehen konnten.
Ebenfalls 1890 wurde in Frost erstmals ein baptistischer Gottesdienst gehalten, damals noch in dem örtlichen Schulgebäude. Kurz darauf erfolgte die Errichtung der baptistischen Kirche. Am 27. Mai 1893 wurde mit einem Amtsbeschluss die Gründung der Stadt Frost beschlossen, die am 7. Juni 1893 genehmigt wurde. Zu Beginn des 20. Jahrhunderts gab es in Frost sechs Egreniermaschinen, eine Baumwollsamenölmühle, sieben Lebensmittelgeschäfte, zwei Banken, drei Apotheken sowie mehrere Metzgereien und Kurzwarenläden. 1906 wurde die baptistische Kirche durch einen Neubau ersetzt. Bis in die 1920er-Jahre entwickelte Frost sich zu einem wichtigen Markt- und Handelszentrum der Baumwollindustrie und für die umliegenden Farmen. 1929 erreichte Frost mit 929 Einwohnern seinen Bevölkerungshöchststand. Am 6. Mai 1930 wurde die Stadt von einem Tornado getroffen, bei dem beinahe die gesamte Stadt, 22 Menschen getötet und mehr als 50 weitere verletzt wurden. Aus diesem Grund und aufgrund der fallenden Baumwollpreise als Folge der Great Depression verließen viele Einwohner die Stadt in Richtung Waco oder Dallas. Die Stadt wurde nach dem Tornado wieder aufgebaut, die neue methodistische Kirche wurde am 19. Januar 1941 geweiht.
Bis 1945 fiel die Einwohnerzahl von Frost auf 645, damals gab es noch 25 Betriebe in der Stadt. Auch in den folgenden Jahren war die Einwohnerzahl von Frost weiter rückläufig, bis sie 1966 mit 495 ihren Tiefststand erreichte. Seitdem steigt die Einwohnerzahl wieder an. Im Januar 1948 wurde die Schule von Frost durch einen Brand zerstört. Die Schule wurde danach wieder aufgebaut und knapp ein Jahr später konnte der Unterricht wieder fortgesetzt werden. 1980 wurde die ebenfalls im Tornado zerstörte baptistische Kirche wieder aufgebaut. 1986 gab es in der Stadt unter anderem ein Lebensmittelgeschäft, eine Bank, ein Kurzwarengeschäft, eine Wäscherei, einen Holzlagerplatz, zwei Tankstellen und fünf Kirchen. 1990 waren für Frost laut Volkszählung 579 Einwohner und acht Betriebe verzeichnet.

## Demografie
Im Jahr 2018 wurde die Einwohnerzahl von Frost laut American Community Survey auf 755 Einwohner geschätzt. Es gab 263 Haushalte und 202 Familien in der Stadt. Von den Einwohnern waren 83,6 Prozent Weiße, 5,7 Prozent Afroamerikaner, 0,7 Prozent amerikanische Ureinwohner; 7,3 Prozent gaben eine andere Abstammung und 2,8 Prozent gaben mehrere Abstammungen an. Hispanics oder Latinos machten 22,1 Prozent der Bevölkerung aus. 51,7 Prozent der Einwohner von Frost waren männlich und 48,3 Prozent weiblich.

39,9 Prozent der Haushalte hatten Kinder unter 18 Jahren, die bei ihnen lebten, und in 43,3 Prozent der Haushalte lebten Personen über 60 Jahren. Altersmäßig verteilten sich die Einwohner von Frost auf 27,9 Prozent Minderjährige, 10,5 Prozent zwischen 18 und 24, 14,3 Prozent zwischen 25 und 44, 29,7 Prozent zwischen 45 und 64 und 17,6 Prozent der Einwohner waren 65 Jahre alt oder älter. Das Medianalter lag bei 38,7 Jahren. 2018 lag das Medianeinkommen in Frost pro Haushalt bei 41.875 US-Dollar und pro Familie bei 47.778 US-Dollar. 24,4 Prozent der Einwohner lebten unterhalb der Armutsgrenze.

## Bildung
Frost ist Sitz des Frost Independent School District. Zu diesem gehören eine Grundschule der Klassenstufen eins bis sechs sowie eine Highschool der Klassenstufen sieben bis zwölf. Zu dem Schulbezirk gehören neben Frost auch die im Hill County gelegene Nachbarstadt Mertens sowie die Dörfer Emmett und Brushie Prairie und die umliegenden gemeindefreien Gebiete. Im Schuljahr 2018/19 wurden die Schulen des Schulbezirks von insgesamt 429 Schülern besucht.